# 폰토스 왕국
폰토스 왕국 (Βασιλεία τοῦ Πόντου) 또는 폰토스 제국은 다리우스 1세와 아케메네스 왕조와 직접적으로 관련있다고 여겨지는 페르시아계 가문인 미트리다테스 가문이 세웠던 나라이다. 미트리다테스 1세가 기원전 281년에 건국하여 기원후 62년에 로마 제국의 네로에게 정복될때까지 존재하였다. 콜키스, 카파도키아, 비티니아, 케르소네소스를 정복한 미트리다테스 6세 메가스 시기가 최대 영역이였으며, 잠시 로마의 아시아 속주를 점령하기도 했다. 미트리다테스 전쟁에서 로마와의 긴 전쟁 끝에 폰투스는 패배했고, 영토의 일부가 비티니아 폰투스 속주로 통합되었고, 동부 지역의 절반은 위성국으로서 살아남았다.
폰토스 왕국의 대부분이 킬리키아에서 에욱시네 해 (흑해)까지 확장된 카파도키아에 있었기에, 폰토스 왕국을 "폰토스의 카파도키아" 또는 "에욱시네의 카파도키아"라고 불리기도 했지만, 나중에 간단히 "폰토스"라고 불렷고, 이후 카파도키아라는 명칭은 이전에 그 명칭 아래에 포함된 지역의 남쪽 절반을 가리킨다.
문화적으로는 그리스어를 공용어로 사용하는등에 그리스화가 되어 있었다.,

## 폰토스 지역의 특징

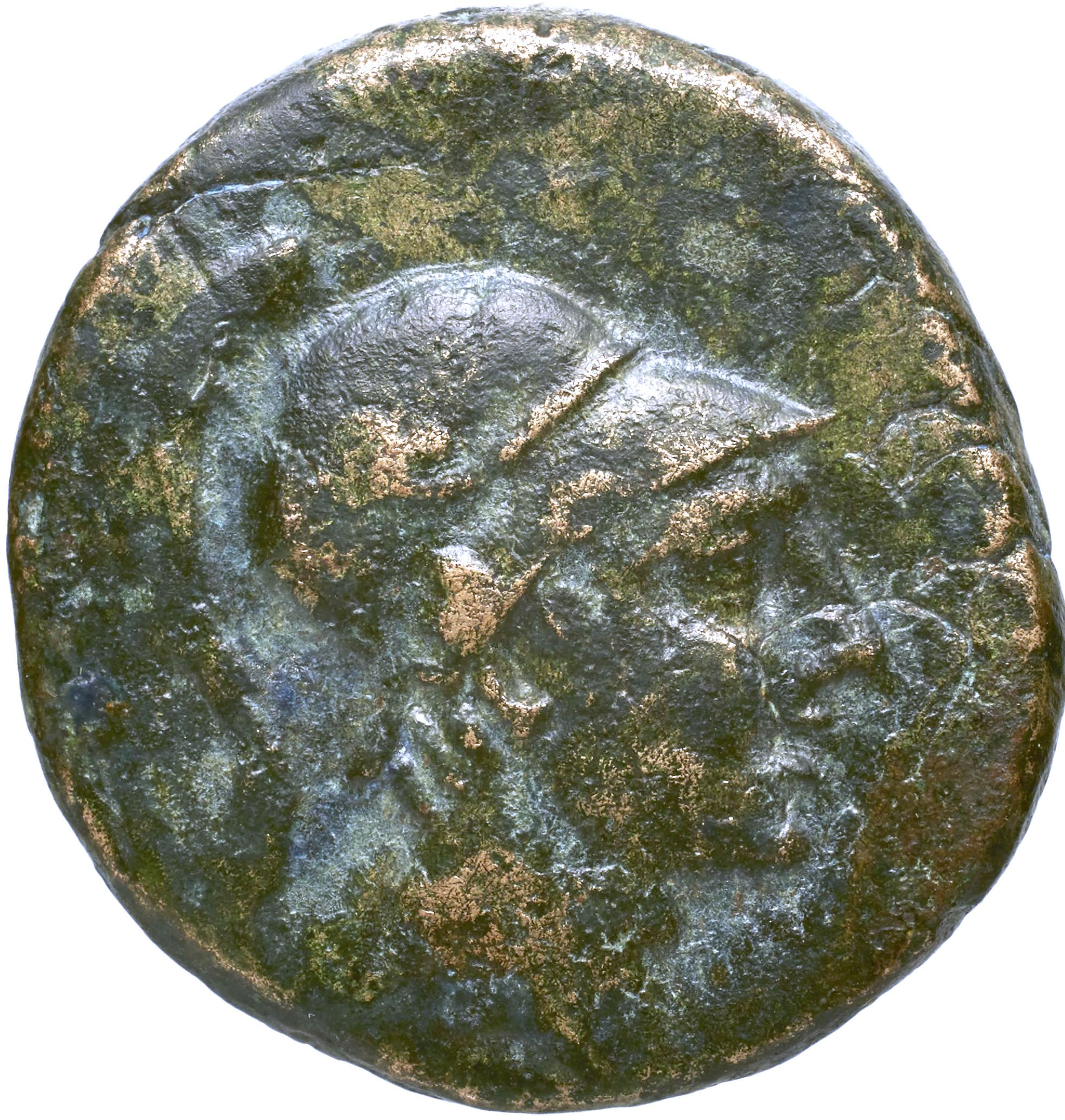
폰토스의 주화

폰토스 왕국은 해안 지역과 폰토 내륙, 두 개의 지역으로 나뉘어 있었다. 흑해를 마주하고 있는 해안가는 해안선과 평행으로 뻗어있는 폰토스산맥으로 인해 내부 지역과 분리되어 있었다. 폰토스의 하곡 역시도 해안선과 평행으로 흘렀고 소, 조등과 체리 (케라수스라는 도시에서 이름 붙음), 사과, 배 같은 과일 나무들을 자라나게 해주는 등 꽤나 비옥했다. 해안 지역은 아마스티리스와 폰토스가 정복한 후 수도로 삼은 시노페 등의 그리스 도시들이 지배했다. 해안가는 목제, 생선, 올리브가 풍부했다. 폰토스 지역도 파르나시아 남쪽 해안가 인근의 광산에서 생산되는 철과 은이 풍부했다. 칼리베스 산맥에서 나오는 강철은 그리스에서 꽤나 유명했다. 구리, 납, 아연, 비소도 그곳에서 생산되기도 했다. 폰토스 내륙은 리쿠스와 이리스 강 같은 풍부한 하곡을 가졌다. 내륙의 주요 도시는 초창기 폰투스의 수도였던 아마시아이며, 그곳은 폰토스의 왕궁과 왕가의 무덤들이 있었다. 아마시아와 다른 몇 개 도시들외에는 폰토스 내륙 지역은 주로 작은 마을들이 통치했다. 폰토스 왕국은 에파르키라는 행정 구역으로 나뉘어 있었다.

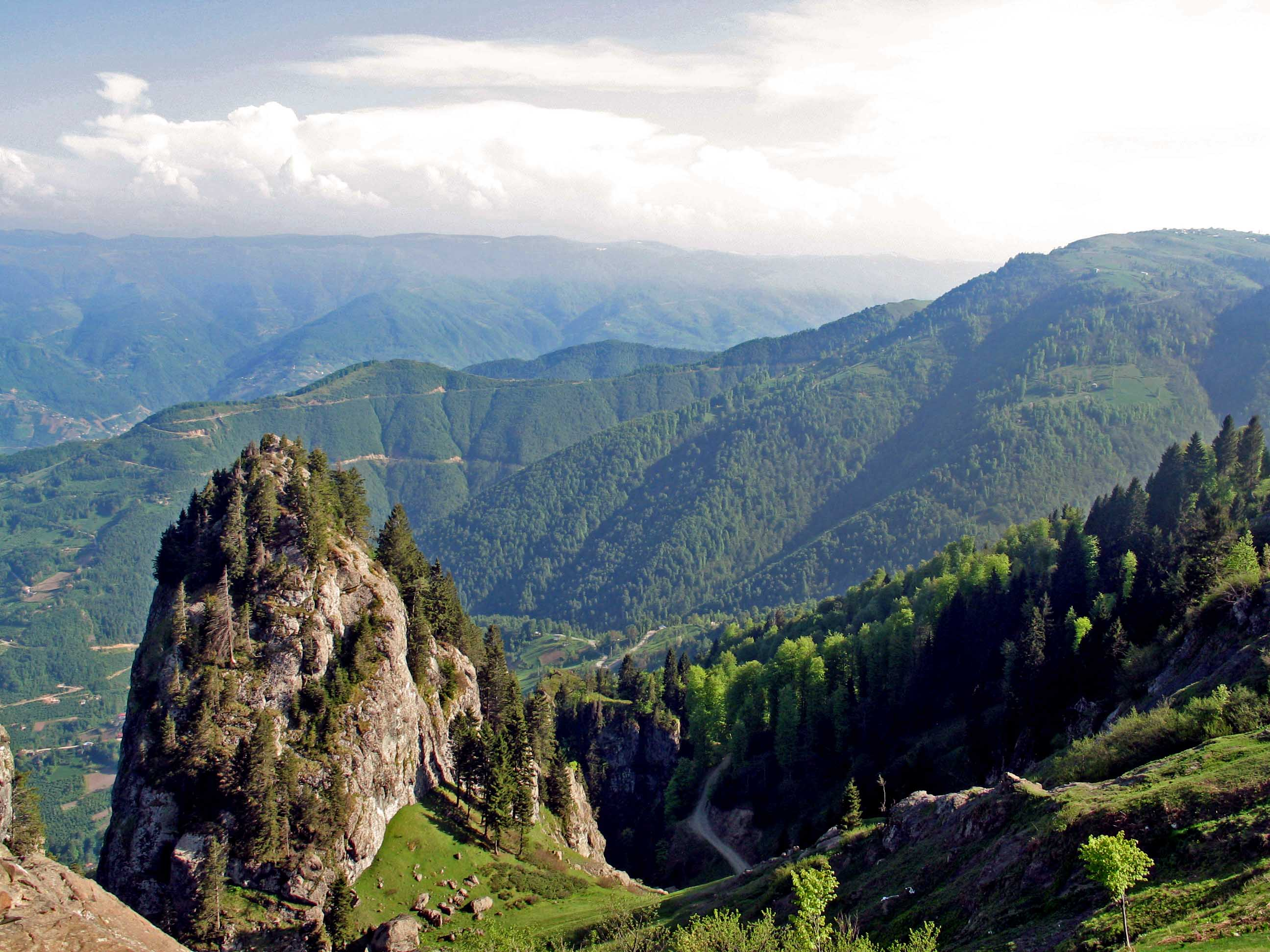
왕국을 분리시킨 폰토스 산맥.

해안과 내륙 사이의 분리는 문화적으로도 그러했다. 해안 지역은 대부분 그리스화가 되어있고 해상 무역에 초점을 맞추고 있었다. 내륙 지역은 아나톨리아 카파도키아인들과 페르시아 제국으로 거슬러 올라가는 이란계 귀족들의 통치를 받는 파플라고니아인들이 차지하고 있었다. 내륙 지역은 또한 넓은 영지를 지닌 강력한 사원들도 있었다. 폰토스 왕국의 신들은 페르시아와 그리스의 신들과 함께 토착 신들과 혼합된 형태였다. 주요 신들은 제우스를 칭한 페르시아의 아후라 마즈다, 달의 신 멘, 파르나코우 (Pharnacou), 마 (Ma, 키빌레로 해석됨)등이 포함됐다.
태양 신들은 왕가가 아케메네스 왕조의 페르시아 신 아후라 마즈다와 동일시 여기며, 특히 인기가 많았고; 아폴론과 미트라 두 명은 왕들에게 숭배되었다. 심지어는 폰토스 왕국의 왕들의 이름을 "미트라에게 주어진"을 뜻하는 미트리다테스로 사용하기도 했다. 폰토스의 문화는 이란, 아나톨리아, 그리스 문화적 요소의 혼합으로 대표되는데, 앞에 순서대로 언급한 두 개는 내륙 지역에 주로 관련되어 있고, 그리스 문화는 해안가 지역과 관련되어 있다. 미트리다테스 6세 에우파토르 시기 아나톨리아어가 내륙 지역에서 계속 사용되고 있음에도 그리스어가 공식 언어였었다. 폰토스 왕들이 페르시아의 왕가 후손이라고 주장함에도, 그들은 일반적으로 그리스의 왕들처럼 행동했고 알렉산드로스 대왕 사후에 생겨난 그리스계 국가들을 모방하여 그들의 주화 같은 것에 자신들을 새겨넣었다.

## 역사

### 키우스의 미트리다테스 왕조
폰토스 지역은 본래 페르시아의 태수인 샤트라프의 카파도키아 (캇파투카, Katpatuka) 관할구의 일부였다. 기원전 4세기 폰토스 왕국을 세운 페르시아계 가문은 미시아 지역의 그리스 도시 키우스 (또는 키오스)를 다스렸고, 키우스의 미트리다테스라는 인물이 여기 가문 최초로 알려진 사람이였다. 그의 아들 키우스의 아리오바르자네스 2세는 프리기아의 샤트라프가 되었다. 그는 아테네의 강력한 동맹이였고 아르타크세르크세스 2세를 상대로 반란을 일으키도 했으나, 그의 아들 키우스의 미트리다테스 2세에게 배반당하고 만다. 미트디라테스 2세는 알렉산드로스의 페르시아 정복 이후에도 통치자로서 남았고 트리파라디소스 협의 이후 잠시 소아시아의 지배자였던 안티고노스 1세 모노프탈모스의 봉신이기도 하였다. 미트리다테스는 그가 안티고노스의 적 카산드로스와 협력하고 있다고 의심받아 기원전 302년 그에게 살해당했다. 안티고노스는 미트리다테스라고도 불린 (이후 '건국자'를 뜻하는 크티스테스가 이름 붙여짐) 미트리다테스 2세의 아들도 죽일 계획을 세웠으나, 데메트리오스 1세가 미트리다테스에게 경고를 해주어 6명의 기수를 데리고 동쪽으로 탈출했다. 미트리다테스는 처음에는 파플라고니아의 도시 키미아타 (Cimiata)에 갔고 이후 카파도키아의 도시 아마시아로 갔다. 그는 기원전 302년부터 266년까지 아마시아를 다스렸고, 셀레우코스 1세를 상대로 싸우기도 했으며, 기원전 281년 또는 280년에 카파도키아 북부와 파플라고니아 동부의 왕 (바실레우스)이라 칭했다. 그는 그의 왕국을 서쪽으로 산그리스우스 (Sangrius) 강까지 더욱 확장시켰다. 그의 아들 아리오바르자네스 (Ariobarzanes)는 기원전 279년에 흑해의 최초의 주요 항구인 아마스트리스를 점령했다. 미트리다테스는 새롭게 이주한 갈라티아인들과 동맹을 맺고 프톨레마이오스 1세가 보낸 군대를 패배시키기도 했다. 프톨레마이오스는 기원전 270년대에 안티오코스를 상대로 벌인 제1차 시리아 전쟁을 시작으로 소아시아에서 그의 영토를 늘리던 중이였고 미트리다테스의 적인 헤라클레이아 폰티케와 동맹을 맺었다.

### 폰토스 왕국
우리는 그가 사망하고 나서 아들인 미트리다테스 2세 (기원전 250년 — 기원전189년)가 폰토스의 왕이 되었고 갈라티아인들에게 공격받았다는 것을 제외한 아리오바르자네스의 짧은 통치 기간중 조금밖에 알지 못한다. 미트리다테스 2세는 그 당시에 갈라티아인들과 전쟁중이였던 헤라클레이아 폰티케에게서 도움을 받았다. 미트리다테스는 셀레우코스 2세 칼리니코스에 맞서던 안티오고스 히에락스를 지원해주기도 했다. 안티오고스는 히에락스, 미트리다테스, 갈라티아인들에게 아나톨리아에서 패배하고 만다. 미트리다테스는 기원전 220년에 시노페를 공격하나 점령하는데는 실패했다. 그는 셀레우코스 2세의 자매와 혼인했고 거기서 태어난 딸을 새롭게 건국된 그의 왕국에 대한 인정과 셀레우코스 제국과의 강력한 유대 관계를 형성하기 위해 안티오코스 3세에게 시집을 보낸다. 그 이후 폰토스의 자료는 미트리다테스 2세 사망 이후와 그의 아들 미트리다테스 3세가 집권한 시기 (기원전 220년 – 기원전 198/88년)에는 알려져 있지 않다.

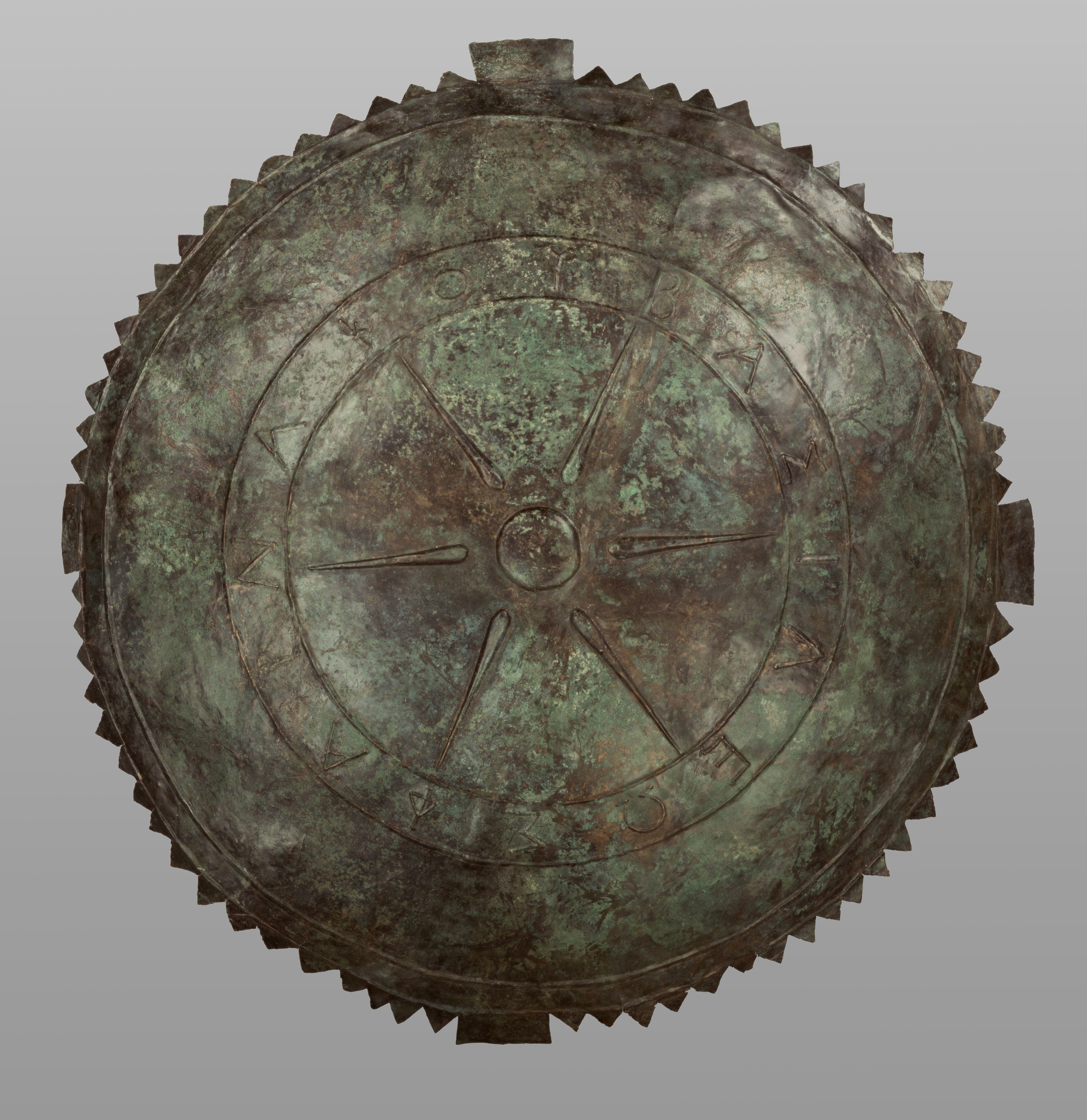
폰투스의 왕 파르나케스가 새겨진 청동 방패 (80.AC.60). 게티 저택 소장.

폰토스의 파르나케스 1세 (기원전 189년 – 기원전 159년)는 해안가의 그리스 도시들로 그의 왕국을 확장해내는데 성공하였다. 그는 기원전 188년 페르가몬의 에우메네스에 대항하는 비티니아의 프루시아스 1세의 전쟁에 동참하였으나, 비티니아가 여러 차례 전운이 뒤바낀체 기원전 183년에 강화 조약을 맺었다. 그는 기원전 182년에 시노페를 차지했고 로도스인들이 이에 대해 로마에 불평을 하였으나 아무 일도 없었다. 파르나케스는 코티오라, 파르나시아, 동쪽의 트라페주스 등의 해안 도시들 역시도 차지했고, 아나톨리아 북부 해안가의 대부분에 대한 통제권을 손에 넣었다. 로마가 평화를 유지하려는 시도에도 불구하고, 파르나케스는 페르가몬의 에우메네스와 카파도키아의 아리아라테스를 상대로 싸웠다. 초기에는 성공을 거뒀지만, 기원전 179년에 강화 조약을 어쩔 수 없이 체결하며 그는 패배하고 만다. 그는 갈라티아와 파플라고니아와 티움 도시등 그가 정복한 지역들을 모두 포기해야만 했으나, 시노페는 유지하였다. 북쪽으로 그의 영향력을 늘리기 위해, 파르나케스는 케르소네소스의 도시들과 불가리아 해안가에 있는 오데수스 같은 다른 흑해 도시들과 동맹을 맺었다. 파르나케스의 형제 미트리다테스 4세는 친로마 정책으로서 평화를 추구했다. 그는 기원전 155년 비티니아의 프루시아스 2세에 맞선 로마의 동맹 아탈루스 2세 필라델포스에게 도움을 주기도 했다.
그의 후임자 폰토스의 미트리다테스 5세 에우에르게테스는 로마의 친구로 남았고 제3차 포에니 전쟁에서 로마에게 선박과 소규모 보조병들을 보내주기도 하였다. 그는 또한 아탈루스 3세의 사망 이후 페르가몬의 왕좌를 빼앗은 에우메네스 3세 (아리스토니쿠스, Aristonicus)에 맞서 군대를 보내기도 했다.
로마는 후계자를 두지 못한체 사망한 아탈루스 3세의 유언에 따라 페르가몬 왕국을 받은 후, 그들은 왕국의 일부를 소아시아 속주로 전환시키는 한편 남은 영역을 충성스러운 동맹국 왕들에게 주었다. 충성스러웠던 미트리다테스는 프리기아 주요 지역을 수여받았다. 카파도키아 왕국은 리카오니아를 받았다. 이때문에 프리기아가 폰토스에 직접적으로 국경에 맞닿지 않은 이래로 폰토스가 갈라티아 지역에 대한 어느 정도의 소유권을 지녔을 것이라 추측한다. 미트리다테스가 파플로고니아의 왕 필라이메네스 사망 이후 그의 땅을 상속했을 가능성도 있다. 미트리다테스 5세는 그의 딸 라오디케를 카파도키아의 왕 아리아라테스 6세와 혼인시켰고, 그는 또한 카파도키아를 침입하기도 했지만, 이 전쟁에 대한 자세한 정보는 알려져 있지 않다. 미트리다테스 6세 통치하에서 그리스화는 계속되었다. 그는 에게 해 지역의 그리스 용병들을 폭넓게 사용한 최초의 폰토스 왕이기도 하고, 델로스에서 의식을 치루기도 했으며, 그의 왕국에서 발행되는 주화에 아폴론처럼 자신을 새겨넣기도 했다. 미트리다테스는 기원전 121/0년 시노페에서 암살당했으며, 이것에 대해서 알려진 것은 없다.
미트리다테스 5세의 두 아들 미트리다테스 6세와 미트리다테스 크레스투스가 아직 어렸기에, 폰토스는 그의 부인 라오디케의 섭정 통치하에 놓였다. 그녀는 크레스투스를 총애했었고, 미트리다테스 6세는 폰토스 궁전을 빠져나왔다. 전설에서는 이 시기가 그가 이후 소아시아를 떠돌아다녔고, 독에 대한 저항 능력을 키우고 그의 왕국의 여러 언어들을 배웠던 때라고 한다. 그는 기원전 113년에 어머니를 폐위시키기 위해 돌아왔고; 그녀는 감금되었으며, 그는 마침내 형제를 살해했다.

### 미트리다테스 6세 에우파토르

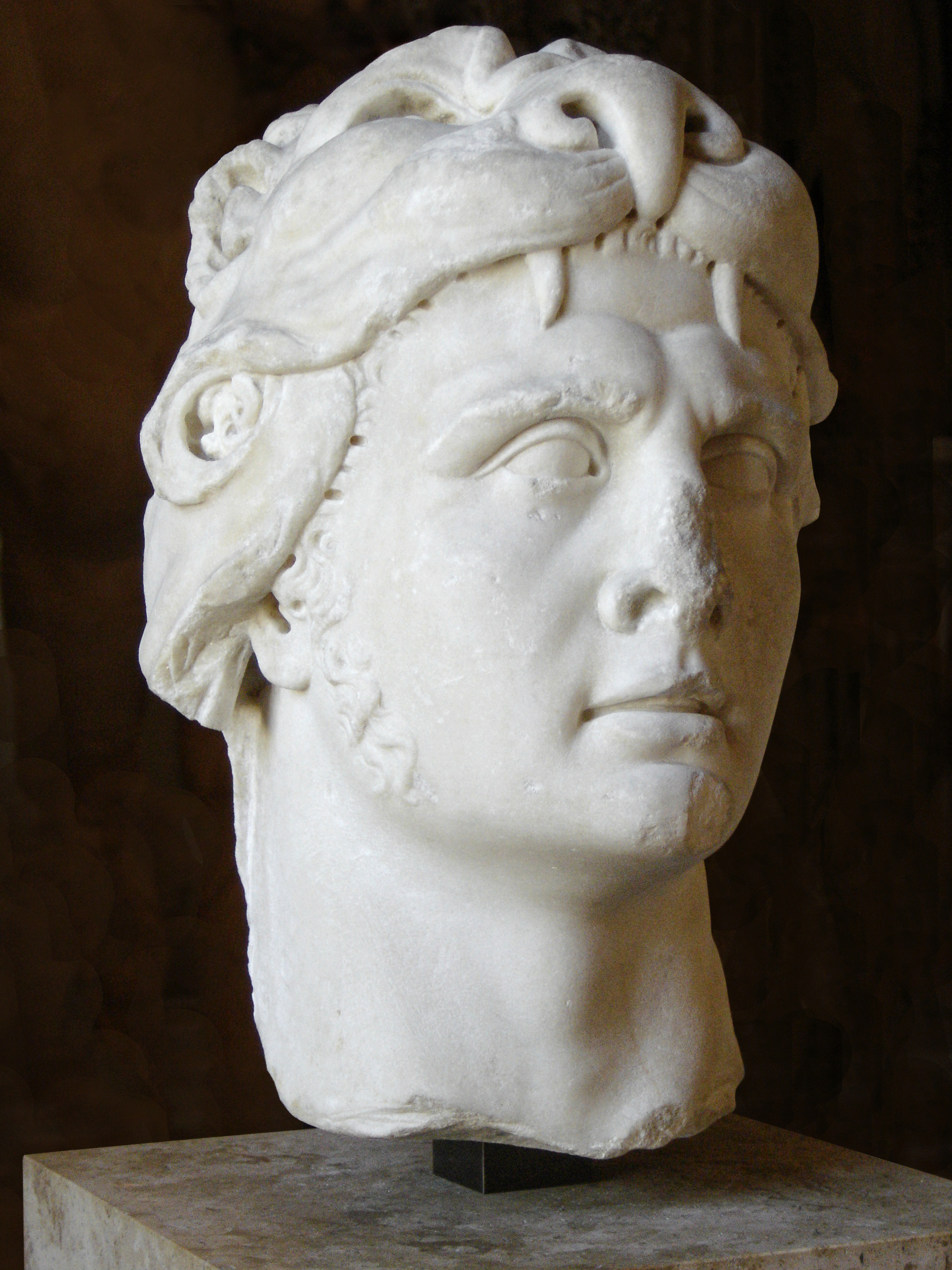
루브르 박물관이 소장하고 있는 미트리다테스 6세의 흉상

'선량한 아버지' 미트리다테스 6세 에우파토르는 과도한 로마의 영향력에 맞서 그리스와 이란 문화를 극찬하며 반로마 정책을 채택한다. 로마는 최근 아나톨리아에 소아시아 속주를 만들었고, 또한 라오디케의 섭정 통치 기간 폰투스의 프리기아 지역 지배권을 폐지시키기도 했다. 미트리다테스는 안티파테르 왕에게서 소아르메니아 (정확한 날짜는 알려지지 않음, 기원전 115년 – 기원전 106년) 상속과 콜키스 왕국 정복으로 확장을 시작하였다. 콜키스는 황금, 밀랍, 삼, 꿀이 풍부한 흑해 무역의 중요 지역이였다. 케르소네소스의 도시들은 북쪽의 스키타이인들에 대항해 그의 도움을 간청하였다. 미트리다테스는 디오판투스 장군이 지휘하는 6,000명의 병력을 보내주었다. 크림반도 북쪽에 여러 전투를 거친 끝에 그는 케르소네소스 지역 전역을 손에 넣었다. 미트리다테스는 또한 흑해 서부 해안가 도시들과의 무역도 발전시켰다.
그 시기 로마는 유구르타 전쟁과 킴브리 전쟁을 치르고 있었다. 미트리다테스와 비티니아의 니코메데스 둘은 파플로고니아를 침공하여 그들끼리 분할하였다. 로마의 대사가 폰토스 왕국에 보내졌지만, 어떠한 일도 이루지 못 했다. 미트리다테스는 그의 아버지가 과거에 차지했었던 갈라티아의 일부도 점령했고 그의 자매 라오디케가 왕비로 있던 카파도키아 왕국에 개입했다. 기원전 116년 카파도키아의 왕 아리아라테스 6세가 미트리다테스의 지령으로 카파도키아의 귀족 고르디우스에게 살해당했고, 라오디케가 기원전 102년까지 아리아라테스의 아들을 대신해 섭정을 맡았다. 비티니아의 니코메데스 3세가 라오디케와 결혼하고부터, 그는 군대를 보내며 카파도키아에 개입하였고; 미트리다테스는 신속하게 침입하여 카파도키아의 왕위에 그의 조카 카파도키아의 아리아라테스 7세를 앉혔다. 둘 사이에 곧 전쟁이 발생하여, 미트리다테스는 대규모의 폰토스 군대를 이끌고 침입했으나, 아리아라테스 7세는 전투가 벌어지기 이전인 기원전 101년에 살해당했다. 그 후 미트리다테스는 섭정으로서 고르디우스를 둔체 그의 아들을 카파도키아의 아리아라테스 9세로 세웠다. 기원전 97년 카파도키아에서 반란이 일어났지만, 미트리다테스에 의해 빠르게 진압되었다. 그뒤에 미트리다테스와 니코메데스 3세는 로마에 대사를 보냈다. 로마 공화정 의회는 미트리다테스가 카파도키아에서, 니코메데스가 파플로고니아에서 포기하도록 명하였다. 미트리다테스는 이 명령을 따랐고, 로마인들은 카파도키아에 아리오바르자네스를 세웠다. 기원전 91/90년 로마가 이탈리아에서 발생한 내전으로 바쁜 시기에 미트리다테스는 그의 새로운 동맹이자 사위인 대아르메니아의 티그라네스 2세를 하로금 카파도키아를 침입하도록 했고, 아리오바르자네스는 로마로 달아났다. 미트리다테스는 비티니아의 니코메데스 4세를 폐위시키고, 소크라테스 크레스투스를 왕위에 앉혔다.

#### 제1차 미트리다테스 전쟁
기원전 90년 소아시아에 마니우스 아퀼리우스가 이끄는 로마군이 도착하여, 미트리다테스와 티그라네스를 즉각 퇴각하게끔 하였다. 카파도키아와 비티니아는 그들의 왕을 되찾았지만, 로마 원로원을 매수하면서 막대한 빚을 로마에게 지게 됐고, 니코메데스 4세는 빚을 갚기 위해 폰토스를 공격하라고 아퀼리우스에게 설득되었다. 그는 아마스트리스까지 약탈을 하였고, 많은 전리품을 가져왔다. 미트리다테스는 카파도키아를 재침입하였고, 로마는 전쟁을 선포했다.
기원전 89년 여름 미트리다테스는 비티니아를 침입했고 니코모데스와 아퀼리우스를 전투에서 패배시켰다. 그는 로마의 아시아 속주로 빠르게 움직여 그들의 저항을 박살냈다; 기원전 88년 그는 새롭게 만들어진 로마의 속주 대부분의 항복을 받아냈다. 그는 로마의 세금 징수 청부로 불만이 많던 많은 도시들의 환영을 받았다. 기원전 88년 미트리다테스는 또한 최소 80,000명의 로마와 이탈리아인들을 학살 명령을 내렸고, 이 사건은 '아시아 저녁기도'로 알려지게 되었다. 소아시아의 많은 그리스 도시들은 기꺼이 이 명령을 따랐고, 이는 그들이 더 이상 로마의 동맹으로 돌아갈 생각이 없음을 보여주었다. 88년 가을 미트리다테스는 또한 로도스에 대한 포위전을 벌였으나 점령하는데는 실패했다.
아테네에서 반로마 세력들은 이 소식에 대담해져 곧 미트리다테스와 동맹을 맺었다. 폰토스-아테네 함대는 기원전 88년 델로스에 원정을 감행하여, 그리스에게 주었다. 테스피아이를 제외한 보이오티아 동맹의 대부분, 스파르타, 아카이아 동맹을 포함한 많은 그리스 도시 국가들도 이제 미트리다테스에 합류했다. 마침내 기원전 87년 루키우스 코르넬리우스 술라는 이탈리아에서 5개의 군단을 파견하였다. 그는 신속히 항복한 보이오티아를 거쳐 진군하여 아테네와 피레아스 (아테네 장벽으로 더이상은 연결되어 있지는 않지만 아테네의 항구 도시)에 대한 포위를 벌였다. 기원전 86년 3월 아테네는 결국에 함락됐고, 약탈당하였다. 격렬한 저항 끝에 피레아스의 폰토스 장군 아르켈라우스는 바다로 도주했고, 술라는 이 항구 도시를 완전히 파괴시켰다. 한편 미트리다테스는 대군과 함께 그의 아들 아르카티아스를 트라키아를 통해 그리스로 보냈다.

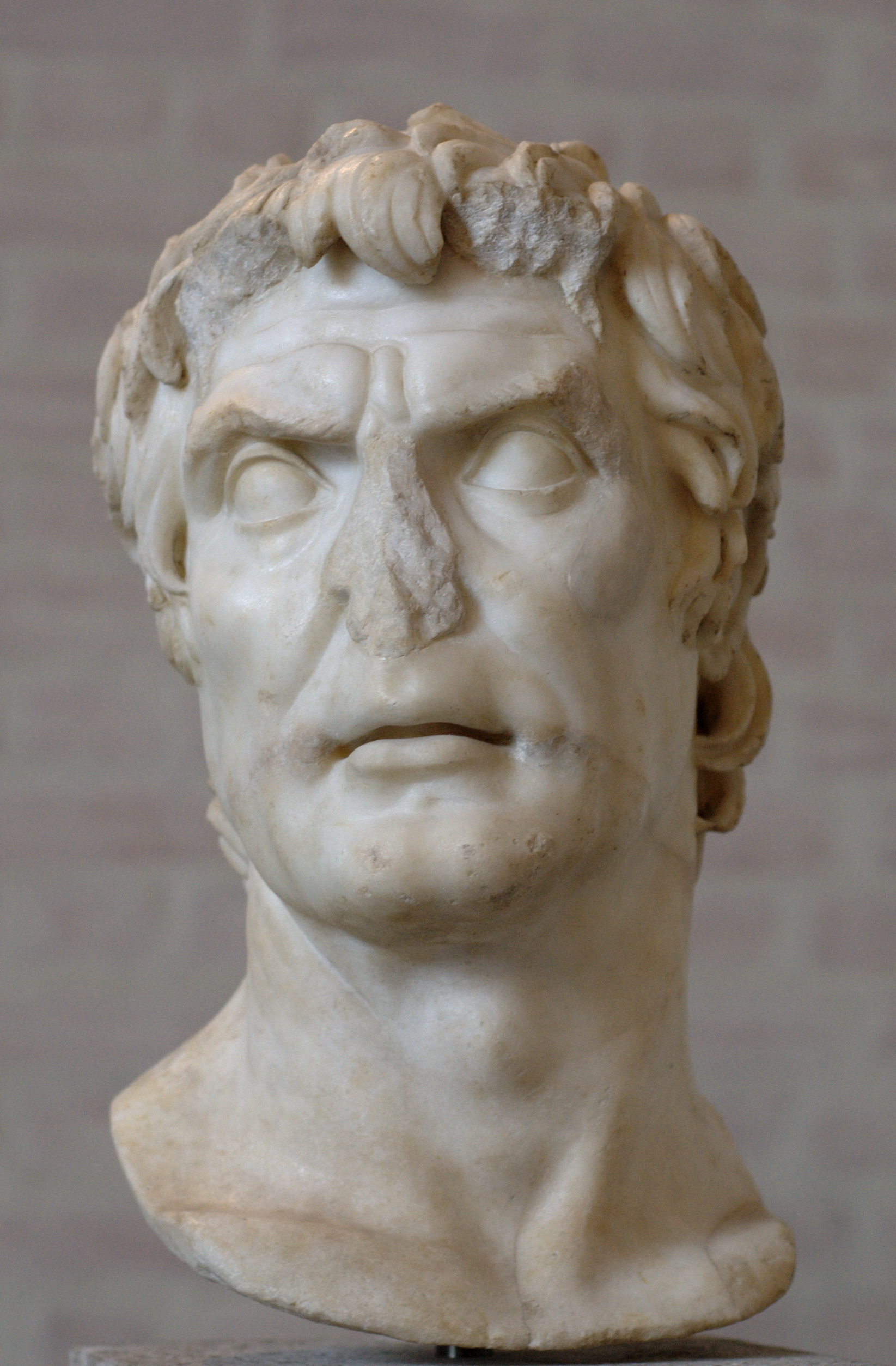
루키우스 코르넬리우스 술라

술라는 그의 군대를 보급하기 위해 보이오티아의 풍부한 평야를 찾기 위해 북쪽으로 방향을 돌렸다. 카이로네이아 전투에서 술라는 아르카티아스의 군대에 다수 사망자를 내었지만, 그럼에도 불구하고 아르카티아스는 후퇴하여 폰토스의 함대로 그리스에 대한 약탈을 지속했다. 그는 군대를 가다듬어 기원전 85년 오르코메노스 전투에서 두 번째 전투를 벌였으나 다시 한번 패배하고 막대한 손실을 입었다. 전투에서의 패배와 소아시아에서의 불안과 더불어 비티니아에서 로마군의 군사 작전은 미트리다테스로 하여금 평화 조약을 받아 들일 수 밖에 없었다. 미트리다테스와 술라는 기원전 85년 다르다누스에서 만났다. 술라는 미트리다테스가 로마의 아시아 속주를 포기하고 비티니아와 카파도키아를 그들의 옛 왕에게 돌려주라고 명하였다. 그는 또한 2,000 탈렌트를 지불하고 선박을 지원해야 했다. 미트리다테스는 그는 남은 영토를 유지했고 로마의 동맹이 되었다.

#### 제2차, 제3차 미트리다테스 전쟁
술라와 맺은 강화는 오래가지 못 했다. 기원전 83년에서 82년까지 미트리다테스는 아시아 속주를 관리하기 위해 술라가 파견한 루키우스 리키니우스 무레나와 싸워 패배시켰다. 제2차 미트리다테스 전쟁이라고 불린 이 전쟁은 양쪽다 어떤 영토적 이득을 보지 못한체 종결되었다. 로마는 해적들로부터 리키아와 팜필리아 지역의 해안가들을 보호하기 시작했고 피시디아와 리카오니아에 대한 지배권을 세웠다. 기원전 74년 집정관 루쿨루스가 킬리키아를 차지하면서, 미트리다테스는 두 전선에서 로마 지휘관을 마주하게 되었다. 킬리키아의 해적들은 완전히 진압된 것이 아니였었고, 그들은 미트리다테스와 동맹을 맺었다. 그는 또한 스페인의 퀸투스 세르토리우스 정부와도 동맹을 맺었고 그의 도움으로 짧은 단검을 지닌 로마의 군단병 형식의 일부 군대를 갖추기도 했다.
제3차 미트리다테스 전쟁은 기원전 75년 비티니아의 니코메데스 4세가 후계자를 두지 못한체 사망하고 그의 왕국을 로마에게 남기면서 발생했다. 기원전 74년 로마는 아마도 미트리다테스의 움직임으로 도발을 당하여 소아시아에서 군대를 동원했지만, 이것에 대한 확실한 자료는 없다. 기원전 73년 미트리다테스는 비티니아를 침입했고, 그의 함대는 칼케돈에서 로마군을 패배시켰고, 시지쿠스에 대한 포위전을 벌였다. 루쿨루스는 그의 5개 군단을 이끌고 프리기아로 진격하여 미트리다테스가 폰투스로 퇴각하게끔 만들었다. 기원전 72년 루쿨루스는 갈라티아를 통해 폰토스를 공격하여 할리스 강을 따라 북쪽 해안가로 진격하였고, 그는 기원전 70년까지 버틴 아미수스를 포위했다. 기원전 71년 그는 이리스와 리쿠스 하곡을 통해 진격해 카베이라에 그의 진지를 세웠다. 미트리다테스는 남쪽인 카파도키아에서 오는 로마의 보급망을 차단하기 위해 그의 기병대를 보냈으나, 그들은 막대한 피해를 입었다. 결정적인 때가 올때까지 교전하지 않으려던 미트리다테스는 도움을 줄것이라 기대한 그의 동맹인 티그라네스가 있는 소아르메니아로 퇴각했다. 현재 약화된 그의 기병대로 인하여, 이 퇴각은 완전한 괴멸로 이어져, 폰토스 군대의 대부분이 전멸당하거나 포로로 잡혔다. 이 사건은 미트리다테스의 아들이자 크림반도의 보스포루스 왕국의 통치자 마카레스가 로마와의 동맹을 물색하게 했다. 미트리다테스는 아르메니아로 도주했다.
기원전 69년 여름 루쿨루스는 카파도키아를 통해 12,000명을 이끌고 소페네로, 아르메니아 영역을 침입하였다. 그의 목표는 아르메니아 제국의 새로운 수도 티그라노케르타였다. 티그라네스는 병력을 모으기 위해 퇴각했다. 루쿨루스는 그 도시를 포위했고, 티그라네스는 카타프락토스라는 이름의 대규모 중무장 기병대와 루쿨루스의 병력을 압도하는 병력 다수를 이끌고 돌아왔다. 그럼에도 루쿨루스는 아르메니아의 기병대에 맞서 그의 병력을 투입했고 티그라노케르타 전투에서 대승을 거뒀다. 티그라네스가 북쪽으로 도주하는 한편 루쿨루스는 그의 새 수도를 파괴했고 소노페에 독립을 부여하고 시리아를 셀레우코스 제국의 안티오코스 13세 아시아티코스에게 반환시키며 그의 남쪽 영토를 분해시켰다. 기원전 68년 아르메니아 북부를 침공하여, 국토를 유린한 후 니시비스를 점령했지만 티그라네스는 교전을 피했다. 한편 미트리다테스는 폰토스를 공격하여, 기원전 67년에 젤라 인근에서 로마 대군을 패배시켰다. 병력들이 명령에 지쳐있고 불만이 있게 되자, 루쿨루스는 폰투스, 그 후에는 갈라티아를 포기한다. 그는 두 명의 새로운 집정관 마르키우스 렉스, 아킬리우스 글라브리오와 이탈리아에서 온 새로운 군단으로 대체되었다. 미트리다테스는 폰토스 대부분을 회복한 한편 티그라네스는 카파도키아를 침입했다.
지중해 동부 지역에 증가하는 해적 활동에 대한 대응으로, 원로원은 기원전 67년 지중해 전역에 대한 광범위한 프로콘술적 통치권을 폼페이우스에게 부여했다. 폼페이우스는 해적들을 제거했고, 기원전 66년 폰투스와의 문제를 다루기 위해 소아시아 지휘권을 임명됐다. 폼페이우스는 루쿨루스의 병력을 포함한 약 군단병 45,000명등 그의 병력을 조직했고, 티그라네스와 동쪽에서 계속 싸움을 벌이던 파르티아인들과 동맹을 맺었다. 미트리다테스는 30,000명의 보병과 기병 2,000–3,000명을 소아르메니아의 다스테이라 지역에 집결시켰다. 폼페이우스는 6주간의 토목 작업으로 그를 포위시켜 싸웠지만, 미트리다테스는 결국에 북쪽으로 퇴각했다. 폼페이우스는 야간 기습으로 그의 군대를 잡으려 하였고, 폰토스의 군대는 막대한 피해를 입었다. 전투가 끝나고 폼페이우스는 니코폴리스라는 도시를 세웠다. 미트리다테스는 콜키스로 퇴각했고, 이후에는 기원전 65년 크림반도에 있는 그의 아들 마카레스에게 갔다. 폼페이우스는 아르메니아가 있는 동쪽으로 향했고 티그라네스는 그의 함대에게 왕관을 받치며 항복하였다. 폼페이우스는 아르메니아 제국의 동쪽 대부분을 차지했고 그가 대아르메니아의 왕 자리를 유지하게끔 허락해주었다. 한편 미트리다테스는 크림반도에서 방어선을 구축하는 동안 그의 아들 파르나케스가 군사 반란을 일으켜; 미트리다테스는 자살을 강요받거나 암살당했을 것이다.

### 로마 속주이자 위성국

서기 60년 경 로마의 폰토스 위성국.

폰토스 왕국의 서부 지역 대부분과 시노페를 포함한 해안가의 그리스 도시들은 로마의 비티니아 폰투스 속주로서 직접 통치에 놓였다. 내륙과 동부 해안가는 독립적인 위성국에 남았다. 보스포루스 왕국 역시도 로마의 동맹이자 친구인 폰토스의 파르나케스 2세 하에서 독립을 유지했다. 콜키스도 위성국으로 편입되었다. 파르나케스 2세는 이후 폰토스 지역을 회복하려는 시도를 하였다. 카이사르와 폼페이우스가 내전을 벌이는 동안 그는 소아시아를 침입하여 (기원전 48년), 콜키스, 소아시아, 폰토스, 카파도키아를 차지하고 니코폴리스에서 로마군을 격퇴시켰다. 카이사르는 신속하게 대응하여 그의 유명한 구절인 '왔노라, 보았노라, 이겼노라'를 말한 젤라에서 그를 패배시켰다. 폰토스의 왕들은 서기 20년 네로 황제에 의해 폰투스 왕위에서 물러난 폰토스의 폴레몬 2세까지 폰토스, 콜키스, 킬리키아를 다스렸다.

## 같이 보기
- 보스포루스 왕국
- 코마나 에트나르케스국

## 참고 서적
- 폴리비우스의 역사.
- 아피아노스의 the foreign wars.
- 헤라클레아의 멤논의 헤라클레아의 역사.
- 스트라본의 지리지.
- 플루타르코스의 플루타르코스 영웅전 - 데메트리우스.
- 존 헤이즐; Who's Who in the Greek World, Routledge (2002).
- Crook, Lintott & Rawson. THE CAMBRIDGE ANCIENT HISTORY VOLUME IX. The Last Age of the Roman Republic, 146–43 B.C. second edition. Cambridge University Press, 2008.
- B. C. 맥깅. The foreign policy of Mithridates VI Eupator, King of Pontus. 1986.